# A Chave da Luz
A chave da luz (Key of light) é um livro de Nora Roberts.

## Resumo
Este livro fala de 3 jovens, Malory, Dana e Zoe, que aparentemente nada têm em comum, até ao dia em que se encontram numa casa para uma festa, mas isso era apenas um pretexto para Pitte e Rowena, o casal que vivia nessa casa, falar com elas.
Eles contam-lhe uma história entre deuses e humanos, onde um deus se tinha casado com uma humana e que tinham tido 3 filhas semi-deusas, só que um dia alguém prendeu as suas almas numa caixa com 3 fechaduras e só 3 humanas as poderiam salvar, e essas 3 humanas eram elas. As deusas tinham tal e qual a sua cara e tinham por volta da mesma idade, Malory, Zoe a Dana, aceitaram e só pelo facto de terem aceitado procurar as chaves ganharam 25 mil dólares, se as conseguissem encontrar ganhariam mais 1 milhão de dólares, caso contrário, perderiam um ano das suas vidas.
Este livro é o primeiro de uma trilogia, que se centra em Malory, a primeira rapariga a ter de encontrar a chave. Seguem-lhe A chave do conhecimento (Key of knowledg) e A chave da coragem (Key of valor).
Ao longo da história vão entrando novas personagens, como é o caso de Simon, o filho de Zoe, Flynn, o irmão de Dana, Jordan e Brad, 2 amigos de infância de Flynn. Juntos vivem muitas aventuras até encontrarem a primeira chave e terão de enfrentar o perigoso feiticeiro, Kane, que aprisionou as semi-deusas e que vai tentar tudo para os impedir. Uma emocionante história, cheia de peripécias, aventura e romance.